# Centre Atlètic Laietània
El Centre Atlètic Laietània és un club d'atletisme de la ciutat de Mataró. Va ser fundat el 7 de juny de 1925, inicialment com a secció del club excursionista del mateix nom. És organitzador de proves com el míting Ciutat de Mataró i la Milla Urbana Internacional. L'any 1973 inaugurà l'actual complex esportiu del club. L'any 2000 tenia 2300 socis.

## Atletes destacats
(entre parèntesis els anys en què foren campions d'Espanya a l'aire lliure absoluts)
- Pere Bombardó (alçada 1932)[2]
- Ernest Pons (alçada 1940, 1941, 1942, 1943, 1944, 1946, triple salt 1940, 1945, 1946)[2]
- Teresa Maria Roca (alçada 1966, 1967, 1969, 1971)[2]
- Tomàs Barris (800m 1955, 1957, 1959, 1960, 1961, 1962, 1963, 1500m 1955, 1956, 1957, 1958, 1959, 1961, 1962, 1963, 1964)[2]

## Palmarès
Aire lliure
| Campió                                        |      |
| --------------------------------------------- | ---- |
| Absolut, categoria masculina (1944-2012)      | -    |
| Absolut, categoria femenina (1965-2012)       | -    |
| Absolut, categoria conjunta (2013-2022)       | -    |
| Sub20/Junior, categoria masculina (1992-2022) | -    |
| Sub20/Junior, categoria femenina (1992-2022)  | -    |
| Sub16/Cadet, categoria masculina (1986-2022)  | -    |
| Sub16/Cadet, categoria femenina (1986-2022)   | 1995 |